# 布魯納鎮區 (密蘇里州克里斯蒂安縣)
布魯納鎮區（英語：Bruner Township）是位於美國密蘇里州克里斯蒂安縣的一個行政鎮區。

## 地方資料
布魯納鎮區的面積為63.72平方千米，當中陸地面積為63.70平方千米，而水域面積為0.02平方千米。根據2020年美國人口普查的數據，當地共有人口870人，而人口密度為每平方千米13.65人。